# 1909 en mathématiques
| Années des mathématiques : 1906 - 1907 - 1908 - 1909 - 1910 - 1911 - 1912    |
| Décennies des mathématiques : 1870 - 1880 - 1890 - 1900 - 1910 - 1920 - 1930 |

Cet article présente les faits marquants de l'année 1909 en mathématiques.

## Évènements
- Le mathématicien finlandais Karl Sundman donne une solution analytique exacte au problème des trois corps[1].

## Naissances

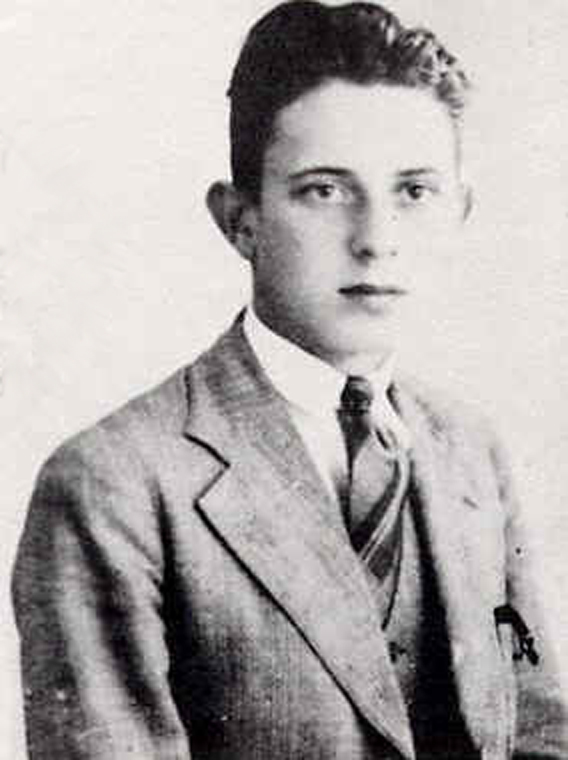
Jerzy Różycki

- 5 janvier : Stephen Cole Kleene (mort en 1994), mathématicien américain.
- 7 février : Kōsaku Yosida (mort en 1990), mathématicien japonais.
- 9 février :
  - Ralph James (mort en 1979), mathématicien canadien.
  - Giulio Racah (mort en 1965), physicien et mathématicien italo-israélien .
- 11 février : Claude Chevalley (mort en 1984), mathématicien français.
- 31 mars : Jules Geheniau (mort en 1991), mathématicien et physicien belge.
- 13 avril : Stanislaw Marcin Ulam (mort en 1984), mathématicien américain d'origine polonaise.
- 21 avril : Eduard Stiefel (mort en 1978), mathématicien suisse.
- 22 avril : Stanko Bilinski (mort en 1998), mathématicien croate.
- 17 juillet : Arthur Geoffrey Walker (mort en 2001), mathématicien britannique.
- 18 juillet : Subodh Kumar Chakrabarty (mort en 1987), mathématicien indien.
- 24 juillet : Jerzy Różycki (mort en 1942), mathématicien et cryptologue polonais.
- 28 juillet : Arthur Sard (mort en 1980), mathématicien américain.
- 2 août : Bernard d’Orgeval (mort en 2005), mathématicien français.
- 4 août : Saunders Mac Lane (mort en 2005), mathématicien américain.
- 21 août : Nikolaï Bogolioubov (mort en 1992), mathématicien et physicien russe.
- 11 octobre : John Williams Calkin (mort en 1964), mathématicien américain.
- 14 octobre : Kurt Schütte (mort en 1998), mathématicien allemand.
- 15 octobre : Bernhard Neumann (mort en 2002), mathématicien germano-anglo-australien.
- 26 octobre : Henry Görtler (mort en 1987), mathématicien allemand.
- 5 décembre : Mark Aronovitch Naïmark (mort en 1978), mathématicien soviétique.
- 24 novembre : Gerhard Gentzen (mort en 1945), mathématicien Allemand.
- 13 décembre : George Leo Watson (mort en 1988), mathématicien britannique.
- 25 décembre : Carlos Santamaría Ansa (mort en 1997), mathématicien espagnol.

## Décès
- 8 février : Giacinto Morera (né en 1856), mathématicien italien.
- 11 juillet : Simon Newcomb (né en 1835), astronome, mathématicien, économiste et statisticien américain d'origine canadienne.